# Hyssura ligurica
Hyssura ligurica är en kräftdjursart som beskrevs av Johann-Wolfgang Wägele 1981. Hyssura ligurica ingår i släktet Hyssura och familjen Hyssuridae. Inga underarter finns listade i Catalogue of Life.